# 三叠氮化砷
三叠氮化砷是一种无机化合物，化学式为As(N3)3，它是有毒且对冲击（shock）和摩擦敏感的白色固体，加热可以发生爆炸。它最初于1995年通过三氯化砷和叠氮化钠在氟三氯甲烷中的反应制得：
AsCl3 + 3 NaN3 → As(N3)3 + 3 NaCl
更纯的产物可由三氟化砷和三甲基叠氮硅烷反应得到。
它和叠氮化四苯基𬭸（PPh4N3）反应，可以得到[PPh4][As(N3)4]。